# 慈母鯨

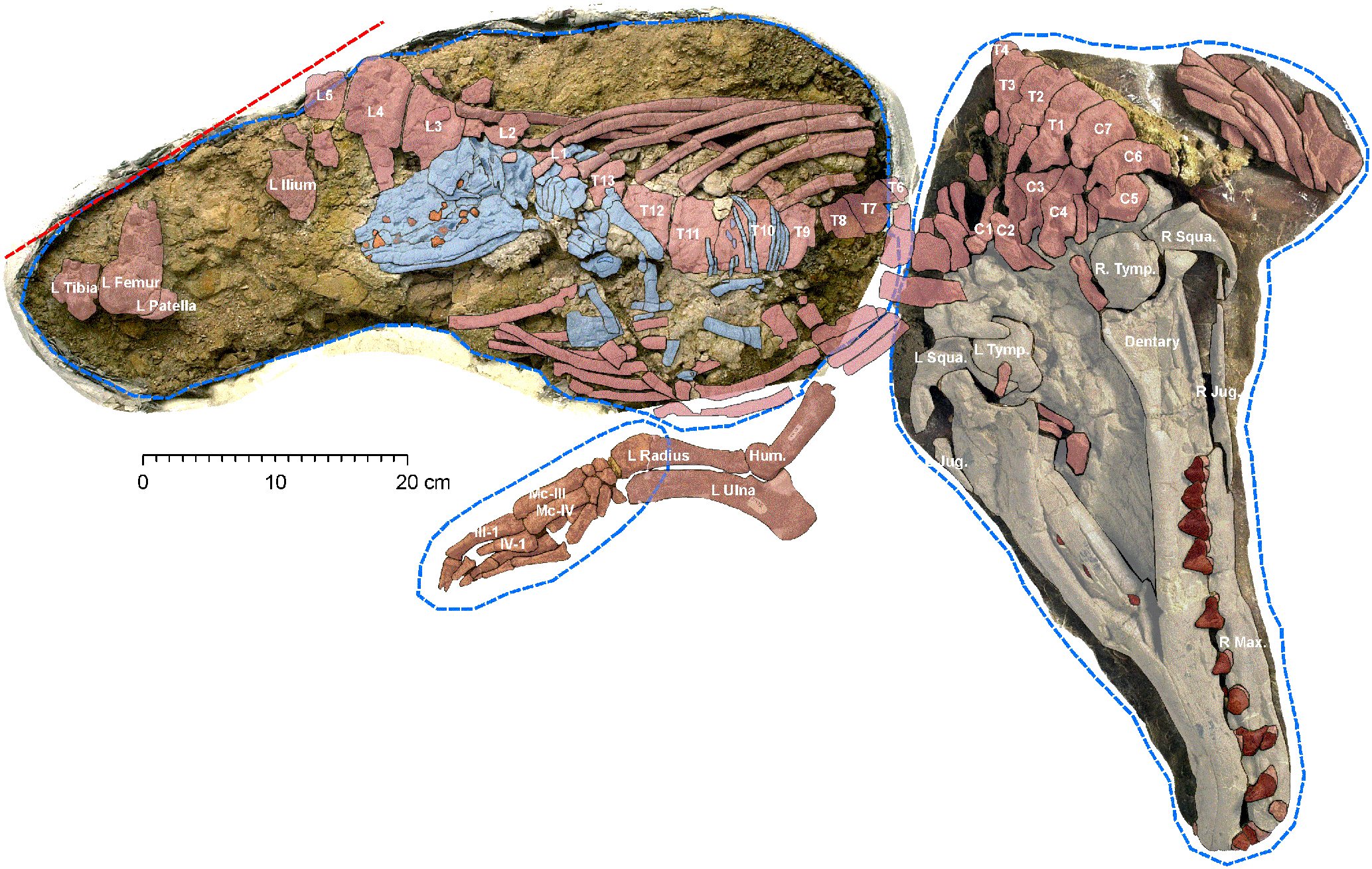
慈母鯨的母體及其胎兒（藍色）。

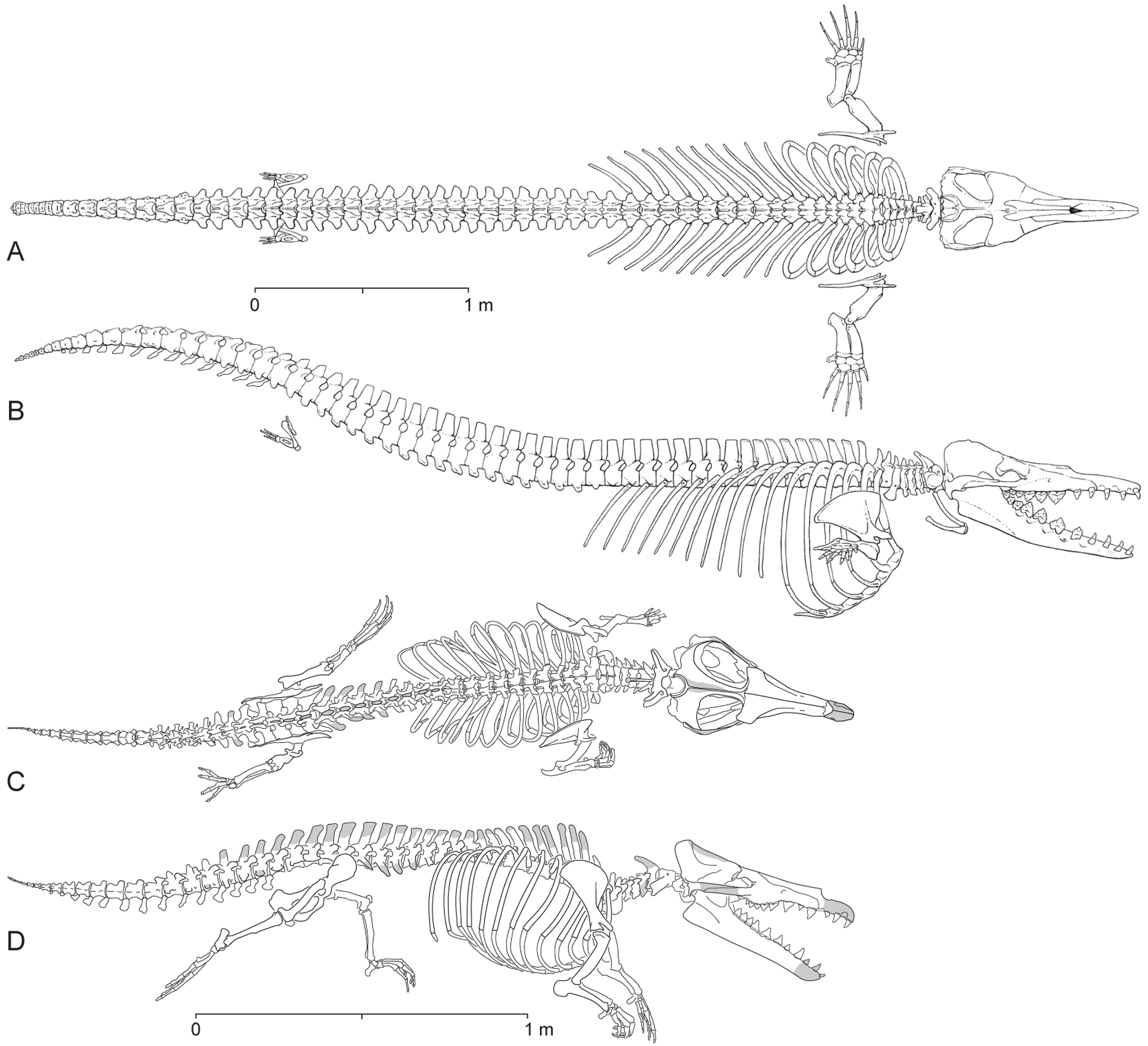
矛齒鯨及慈母鯨的游泳姿勢。

慈母鯨（學名Maiacetus）是一屬生存於始新世中期巴基斯坦的鯨魚。其下只有一個物種，名為M. inuus。當中的一個標本是懷孕的雌性連同其胎兒，是第一個描述的古鲸小目胎兒標本。從胎兒的位置估計，牠們是在陸上繁殖的。慈母鯨代表了陸上哺乳動物重回海洋的過渡。牠們棲息在陸地與海洋的交界，來回於海洋及陸地之間。
慈母鯨是中等的體形，骨骼長約2.6米，估計重達280-390公斤。雄性比雌性略大;在發現的兩具成年慈母鯨骨骼中，被解釋為雄性的骨骼比被解釋為雌性的骨骼大約12%。